# Aristone (martire)
Aristone (fl. III secolo) è un martire cristiano il cui culto come santo è antico ed è testimoniato dal Cronografo del 354.

## Storia
La prima attestazione del culto a Roma del martire Aristone si trova nella Depositio martyrum del calendario di Filocalo del 354.
La Depositio martyrum lo dice erroneamente sepolto in Pontum, mentre il Martirologio geronimiano situa correttamente la sua sepoltura in Portu romano.
Le fonti antiche non contengono notizie concernenti la sua vita e il suo martirio, ma la tarda e leggendaria Passio di san Sebastiano cita un Aristone come amico dei santi Marco e Marcelliano, uccisi durante le persecuzioni di Diocleziano.
Il suo culto è testimoniato anche dal fatto che un vescovo di Ostia degli inizi del VI secolo portava il nome di Aristo. Nel VII secolo esisteva presso la basilica di San Paolo sulla via Ostiense una chiesa dedicata, secondo Francesco Lanzoni, ai santi Aristone, Cristina e Vittoria: tale edificio è menzionato in una donazione alla basilica di San Paolo fatta nel 604 da papa Gregorio Magno ed è ricordato nell'Itinerario di Salisburgo.
Il cronografo del 354 pone la sua memoria al 13 dicembre, mentre il Martirologio geronimiano lo commemora al 22 dicembre. Il suo elogio si legge nel Martirologio romano promulgato da papa Giovanni Paolo II al 13 dicembre.